# (There's No Place Like) Home for the Holidays
(There's No Place Like) Home for the Holidays o semplicemente Home for the Holidays è una celebre canzone statunitense, scritta nel 1954, da Al Stillman (1906–1979), autore del testo, e da Robert Allen (1928-2000), autore delle musiche, ed associata comunemente al periodo natalizio, periodo nel quale è di solito eseguita, anche se il testo non fa alcun riferimento esplicito al Natale.
Il brano venne portato al successo da Perry Como, che lo incise per la prima volta in occasione del Natale del 1954 e in seguito anche nel 1959.

## Testo
Pur essendo una canzone comunemente associata al Natale, il testo non fa alcuna menzione di questa festa e nemmeno di un periodo specifico dell'anno ma parla in generale di vacanze: in particolare, come suggerisce il titolo, esprime il concetto che non vi sia altro posto migliore per trascorrerle se non a casa propria, accanto ai propri cari (ed è forse proprio questo l'elemento che ha fatto accostare il brano al Natale, festa tipicamente trascorsa in famiglia).

## Versioni discografiche

### La prima versione di Perry Como
La prima pubblicazione del brano, realizzata da Perry Como, fu su etichetta RCA Records nel singolo (There's No Place Like) Home for the Holidays/Silk Stockings e risale al 16 novembre 1954. Il disco proposto come disco natalizio, raggiunse l'ottavo posto delle classifiche statunitensi. Si tratta della versione più popolare in radio.

### La seconda versione di Perry Como
Il brano venne nuovamente pubblicato come singolo da Perry Como il 16 luglio 1959 su etichetta RCA negli Stati Uniti e anche nel Regno Unito, dove fu distribuito dalla HMV. Benché la versione del 1954 sia quella più popolare in radio, questa del 1959 è quella maggiormente presente nelle varie compilation.

#### Tracce
1. (There's No Place Like) Home for the Holidays
2. Winter Wonderland

### Altre versioni discografiche
Oltre che da Perry Como, il brano è stato inciso anche da The Carpenters nel 1984 e da Keke Palmer nel 2007.

## Classifiche
| Classifica (2020) | Posizione massima |
| ----------------- | ----------------- |
| Stati Uniti       | 22                |